# Uomini liberi
Uomini liberi (Free Men) è un racconto di fantascienza dello scrittore statunitense Robert A. Heinlein, pubblicato per la prima volta nel 1966.

## Storia editoriale
È stato pubblicato in due antologie The Worlds of Robert A. Heinlein nel 1966 ed Expanded Universe nel 1980, in quest'ultima edizione, nella prefazione al racconto si afferma che è stato scritto dopo Razzo G.2, quindi probabilmente tra il 1946 o 1947 e il 1950.
La traduzione in italiano di Gabriele Tamburini, insieme ad altri due dei cinque racconti contenuti in The Worlds of Robert A. Heinlein, è stata pubblicata nell'antologia I miei mondi dalla Casa Editrice La Tribuna, nel 1971 nel n. 145 della collana Galassia e poi di nuovo nel 1973 nel n. 14 della collana Bigalassia.

## Trama
La storia è ambientata in un'America occupata dopo aver subito un bombardamento atomico e un'invasione: La Guerra dei Venti Minuti e la Domenica Finale.
La Libera Compagnia di Barclay, una piccola banda della resistenza, vive momenti drammatici: un disertore minaccia di causarne la distruzione e il loro capo viene ucciso; ma alla fine i ribelli restano determinati ad andare avanti anche se non vedono prospettive di vittoria, perché è questo che gli uomini liberi fanno.

## Temi
La storia è piena di azione, con alcune pause per dei momenti di polemica, il cui tema principale è che le persone libere sono libere di per sé indipendentemente dalle circostanze esterne.
La forte difesa della libertà e degli ideali americani è tipica di Heinlein nel periodo immediatamente successivo alla seconda guerra mondiale.

## Critica
La trama richiama uno dei primi romanzi di Heinlein, Sesta colonna, nel quale pochi uomini scacciano una forza d'invasione orientale ma è raccontata in maniera dispersiva ed i dettagli sono solo abbozzati.

### Edizioni
- Robert A. Heinlein, Uomini liberi, in I miei mondi, collana Galassia, traduzione di Gabriele Tamburini, n. 145, Piacenza, Casa Editrice La Tribuna, 1971,  pp. 35-66.

### Fonti critiche
- (EN) James Daniel Gifford, The New Heinlein Opus List, in Robert A. Heinlein: A Reader's Companion (PDF), Nitrosyncretic Press, 2000, ISBN 978-0-9679874-1-5. URL consultato il 12 ottobre 2015.

- (EN) Alexei Panshin, IV.	THE PERIOD OF ALIENATION - 5. 1965-1967, in Heinlein in dimension, Chicago, Advent:Publishers Inc, aprile 1968. URL consultato il 30 dicembre 2015.